# Pyrestes praeceps
Pyrestes praeceps là một loài bọ cánh cứng trong họ Cerambycidae.